# TT (singel Twice)
„TT” – koreański singel południowokoreańskiej grupy Twice, wydany cyfrowo 24 października 2016 roku w Korei Południowej. Jego tytuł odnosi się do emotikony używanej do wyrażania płaczu lub smutku.
Singel promował płytę TWICEcoaster: LANE 1. Singel sprzedał się w Korei Południowej w nakładzie 1 786 275 egzemplarzy (stan na czerwiec 2017). Teledysk do utworu „TT” został wyreżyserowany przez Naive, zespół producencki, który wyreżyserował także teledyski do piosenek Twice: „Like OOH-AHH” i „Cheer Up”.
Japońska wersja tego utworu pojawiła się na japońskiej kompilacji #Twice. Japoński teledysk, w reżyserii Jimmy'ego z BS Pictures, ukazał się 20 czerwca 2017 roku.

## Lista utworów
| Nr | Tytuł | Słowa     | Kompozycja          | Aranżacja | Czas |
| -- | ----- | --------- | ------------------- | --------- | ---- |
| 1. | "TT"  | Sam Lewis | Black Eyed Pilseung | Rado      | 3:34 |

## Notowania
| Lista                              | Najwyższa pozycja |
| ---------------------------------- | ----------------- |
| Gaon Weekly Digital Chart          | 1                 |
| Gaon Weekly Download Chart         | 1                 |
| Gaon Yearly Download Chart         | 33                |
| Gaon Weekly Streaming Chart        | 1                 |
| Japan Hot 100                      | 15                |
| BillboardPH Hot 100                | 54                |
| Billboard World Digital Song Sales | 2                 |

## Nagrody w programach muzycznych
| Program                   | Data              | Źródło |
| ------------------------- | ----------------- | ------ |
| The Show (SBS MTV)        | 1 listopada 2016  | [ 12 ] |
| Show Champion (MBC Music) | 2 listopada 2016  | [ 13 ] |
| M Countdown (Mnet)        | 3 listopada 2016  | [ 14 ] |
| M Countdown (Mnet)        | 10 listopada 2016 | [ 15 ] |
| Music Bank (KBS2)         | 4 listopada 2016  | [ 16 ] |
| Music Bank (KBS2)         | 11 listopada 2016 | [ 17 ] |
| Music Bank (KBS2)         | 18 listopada 2016 | [ 18 ] |
| Music Bank (KBS2)         | 25 listopada 2016 | [ 19 ] |
| Music Bank (KBS2)         | 2 grudnia 2016    | [ 20 ] |
| Music Bank (KBS2)         | 6 stycznia 2017   | [ 21 ] |
| Inkigayo (SBS)            | 6 listopada 2016  | [ 22 ] |
| Inkigayo (SBS)            | 13 listopada 2016 | [ 23 ] |
| Inkigayo (SBS)            | 20 listopada 2016 | [ 24 ] |